# Tulipa heteropetala
Tulipa heteropetala là một loài thực vật có hoa trong họ Liliaceae. Loài này được Ledeb. miêu tả khoa học đầu tiên năm 1829.